# Turbonilla baegerti
Turbonilla baegerti är en snäckart som beskrevs av Bartsch 1917. Turbonilla baegerti ingår i släktet Turbonilla och familjen Pyramidellidae. Inga underarter finns listade i Catalogue of Life.